# 薛允升
薛允升（1820年—1901年），字克猷，号云阶、云陔。陕西长安人。清朝政治人物。

## 生平
咸丰六年进士，授刑部主事，歷任山西按察使、山東布政使、署漕運總督。光緒三年（1877年）由江西饒州府知府調任四川成綿龍茂道道員。光緒十九年（1893年）官刑部尚书。
光緒二十二年四月十八日（1896年5月30日）中午，永和宮太监李萇材、張受山在北京大柵欄“慶和戲園”看戲時因争西楼三桌雅座与人发生口角，掌柜黑永闻声前来解劝。下午太监再返庆和园，張受山唆使范连沅、阎葆维、王连科、李来喜、毕汶碌等人持械行凶，后至天全茶馆。中城练勇局的副指挥杨绍时派遣队长赵云起率领兵勇二十名前往鎮壓。太監見狀挥刀乱砍，竟“擊殺捕者”，赵云起受重创殒命，兵士刘文生、马连恒等多人受伤。薛允升下令將二人斩首。光緒二十二年五月二十九日，慈禧太后下令要求改判。薛允升仍判張受山“斬立決”，改判李萇材“監候斬，秋後處決”。
光緒二十三年九月初三，受其侄薛濟受賄案牽連，貶爲宗人府府丞。光緒二十四年（1898年），以病辭官。光绪二十七年（1901年），隨駕至河南，以病卒於汴梁。

## 著作
- 编《唐明律合编》三十卷。

## 延伸阅读
[在维基数据编辑]
 《清史稿·卷442》，出自趙爾巽《清史稿》